# Federazione cestistica della Corea del Sud
La Federazione cestistica della Corea del Sud (대한농구협회) è l'ente che controlla e organizza la pallacanestro in Corea del Sud.
La federazione controlla inoltre la nazionale di pallacanestro della Corea del Sud. Ha sede a Seul e l'attuale presidente è Jaemin Lee.
È affiliata alla FIBA dal 1955 e organizza il campionato di pallacanestro della Corea del Sud.